# Šahovski klub Krk
Šahovski klub Krk je šahovski klub koji djeluje u gradu Krku, na adresi Lukobran 5/I, 51500 Krk.  

## Povijest
Klub je osnovan 31. prosinca 1949. g. i tada je okupljao 28 šahista, a osnivač i jedan od glavnih voditelja kluba bio je Nikola Jurač. Do 1970-ih godina klub je bio slabo aktivan na državnoj razini zbog slabe prometne povezanosti. 1974. g. klub je preregistriran jer je do tada djelovao u okviru krčke gimnazije. Nakon toga ŠK Krk postaje jedan od vodećih šahovskih središta Jugoslavije jer je u samo tri godine na Krku održano 38 republičkih, saveznih i međunarodnih šahovskih susreta, a često su dolazili i vodeći šahovski velemajstori iz inozemstva. Broj članova narastao je na 160.
Međutim, 1980-ih godina dolazi do stagnacije u razvoju kluba, a tijekom 1990-ih je privremeno prestao s radom. 2000. g. došlo je do obnove kluba te je tada imao oko 40 članova. Danas klub vode Duško Lazić i Silvano Samblić.

## Natjecanja
Natječe se u drugoj državnoj ligi - zapad. 